# يو فان دن بروك

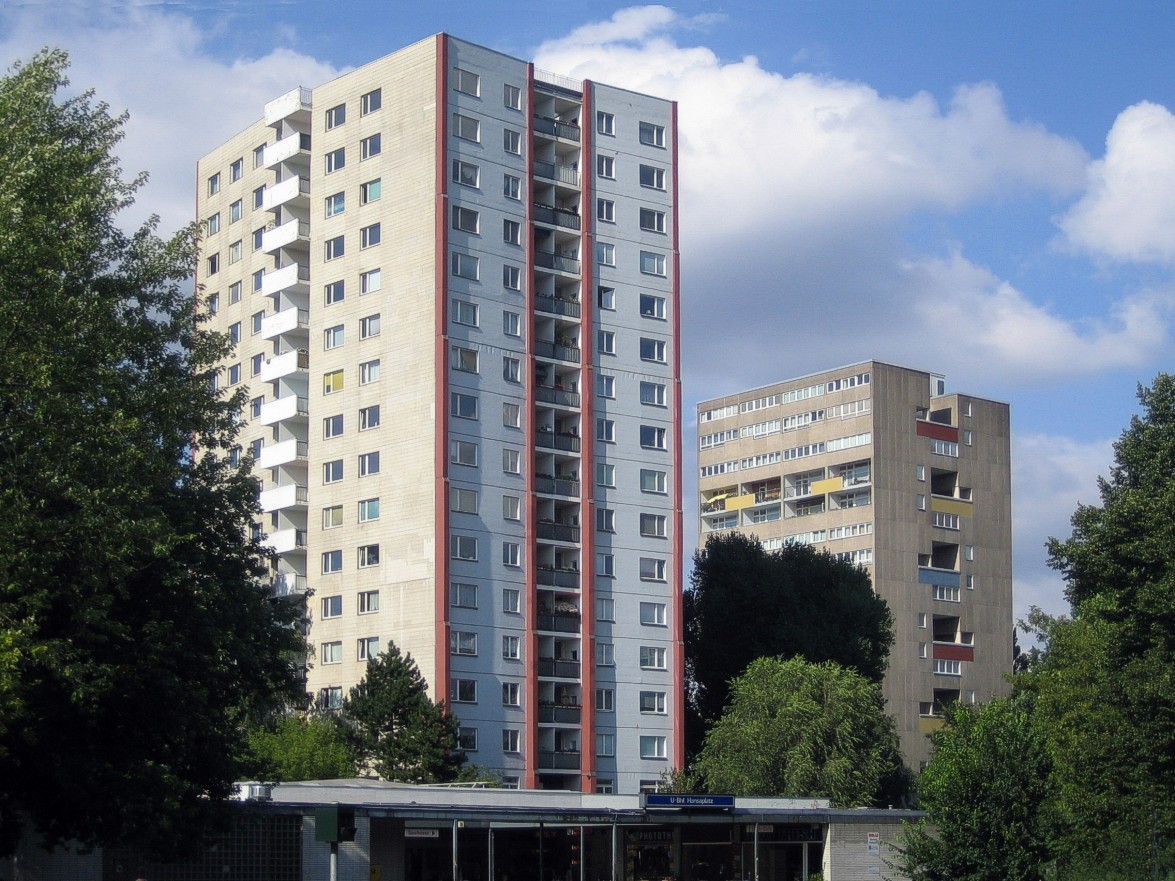
أبراج سكنية في برلين Hansaviertel، فان دن بروك وباكما على اليمين

يوهانس فان دن بروك ("يو") (بالهولندية: Jo van den Broek)‏، (4 أكتوبر، 1898 -6 سبتمبر، 1978) كان مهندساً معمارياً هولندياً، كان معمارياً مؤثراً في إعادة بناء روتردام بعد الحرب العالمية الثانية.